# Conectiva
Conectiva war eine Firma und eine gleichnamige Linux-Distribution. Nach einer Fusion mit der französischen Firma Mandrake 2005 wurde die neue gemeinschaftliche Firma Mandriva genannt.

## Firmengeschichte
Conectiva wurde am 28. August 1995 von Arnaldo Carvalho de Melo gegründet. Es hat seinen Sitz in Curitiba, Paraná (Brasilien). Weitere Niederlassungen befinden sich in Manaus und São Paulo. Zurzeit beschäftigt die Firma ca. 60 Mitarbeiter.
Im Finanzjahr 2004 konnte das Unternehmen einen Umsatz in Höhe von 1,7 Millionen Euro erwirtschaften und erreichte während des zweiten Halbjahres laut eigenen Angaben die Gewinnschwelle. Zu den bekannteren von Conectiva initiierten und finanzierten Softwareprojekten gehören die Anpassung von APT zur Nutzung von RPM-Paketen sowie der Smart Package Manager. Die Linux-Distribution wurde auf der Basis von Red Hat Linux entwickelt und ist in Lateinamerika verbreitet. Bekannt wurde Conectiva in Deutschland durch seinen Beitritt zu United Linux.
Am 24. Februar 2005 wurde bekannt gegeben, dass Conectiva von dem französischen Linux-Distributor Mandrake für 1,79 Millionen Euro aufgekauft wurde. Durch diese Fusion wurde auch ein neuer Name gefunden: Mandriva. Als Ziel der Übernahme wurde vor allen Dingen eine Erweiterung des Bereiches Forschung und Entwicklung genannt. Conectiva verliert damit den Status einer eigenen Distribution und kann als eingestellt betrachtet werden.

## Produkte
Die „Crystal“-Icons für KDE, die von dem Conectiva-Mitarbeiter Esveraldo Coelho gestaltet wurden, und die Portierung „apt4rpm“ der Paketverwaltung von Debian GNU/Linux, wurden von Conectiva entwickelt. Ferner wurde von Conectiva die Grafische Benutzeroberfläche Synaptic entwickelt. Conectiva beschäftigte u. a. Rik van Riel und den Kernel-Maintainer Marcelo Tosatti.
Conectiva war eine Linux-Distribution für den lateinamerikanischen Markt. Sie entwickelten eine Reihe von Produkten und zusätzlichen Dienstleistungen, die auf die Nachfrage von Open-Source-Werkzeugen zielen, so in etwa wie Literatur, Handbücher, zusätzliche Software wie Linux-Zusatzprogramme und eingebettete Systeme, OEM-Programme, und das „Revista do Linux“ (Linux-Magazin). Ebenso bot Conectiva Beratung, Schulung und technischen Support in ganz Lateinamerika durch ihre eigenen Servicezentren und zertifizierte Partner an.
Conectiva entwickelte auch im Bereich des Linux-Kernels, der Hochverfügbarkeit von Linux und auf dem Gebiet der Treiber. Ferner: XFree86, Netzwerkprotokolle, Firewall, Linux-Cluster, Performanceanalyse und -optimierung, Datei- und Ressourcenmanagement. Seit seiner Gründung hat Conectiva Lösungen für den Unternehmensbereich entwickelte und besaß jetzt eine breite Produktpalette, die unter anderem Software für Geldautomaten und Kassen in Finanzinstituten, infrastrukturelle Lösungen für öffentliche Auftraggeber sowie ein komplettes Linux-Angebot aufwies, das durch große Handelsketten in Brasilien vertrieben wurde.

## Versionen
| Version | Name                    | Datum             |
| ------- | ----------------------- | ----------------- |
| 1.0     | Parolin                 | 7. Oktober 1997   |
| 2.0     | Marumbi                 | 25. Juni 1998     |
| 3.0     | Guarani                 | 11. Dezember 1998 |
| 1.0     | Server                  | Mai 1999          |
| 4.0     | -                       | 2. Juli 1999      |
| 4.2     | Server                  | Oktober 1999      |
| 5.0     | -                       | Februar 2000      |
| 5.1     | Server                  | 29. Juni 2000     |
| 6.0     | Desktop/Server          | 22. November 2000 |
| 7.0     | Desktop/Server          | 31. Juli 2001     |
| 8.0     | Desktop/Server          | 18. April 2002    |
| -       | Enterprise Edition (UL) | November 2002     |
| 9       | -                       | 23. April 2003    |
| 10      | Desktop                 | 5. Juli 2004      |
| 10      | -                       | 5. Juli 2004      |

| Version    | Name               |
| ---------- | ------------------ |
| 0.5        | 11. August 2004    |
| 0.7 Beta 2 | 10. September 2004 |